# Hans Majestæt Kong Christian X's 30-aars regeringsjubilæum
|  | Denne artikel er oprettet af botten Steenthbot ud fra en ekstern database. Den kan derfor have sproglige fejl eller mangler. Denne skabelon kan fjernes efter kontrol af indholdet. |

Hans Majestæt Kong Christian X's 30-aars regeringsjubilæum er en dansk dokumentarfilm fra 1942.

## Handling
Jubilæet 15. maj 1942. Kongen rider gennem Københavns gader. Kongen taler fra balkonen til menneskemængden på Amalienborg slotsplads. Hele kongefamilien ses på balkonen, dronning Alexandrine, kronprins Frederik, kronprinsesse Ingrid, prinsesse Margrethe, der vinker, prins Knud, prinsesse Caroline Mathilde, prinsesse Elisabeth, prins Ingolf.